# نیروهای مسلح لهستان در غرب

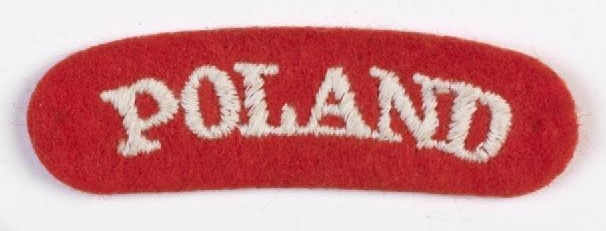
نشان نیروهای مسلح لهستان در غرب

نیروهای مسلح لهستان در غرب (لهستانی: Polskie Siły Zbrojne na Zachodzie) به واحدهایی از نیروهای مسلح لهستانی گفته می‌شود که در طول جنگ جهانی دوم در کنار متفقین علیه آلمان نازی و متحدین آن جنگیدند. (واحدهایی دیگر از نیروهای مسلح لهستانی که در اراضی تحت تصرف شوروی ایجاد شدند را نیروهای مسلح لهستان در شرق می‌نامند)
این نیروها که وفادار به دولت در تبعید لهستان بودند پس از آنکه لهستان در سپتامبر ۱۹۳۹ به دست آلمان و شوروی اشغال شد ابتدا در فرانسه و مستعمرات آن در خاورمیانه ایجاد گشتند و بعد از سقوط فرانسه در ژوئن ۱۹۴۰ بار دیگر در بریتانیا منسجم شدند. نیروهای مسلح لهستان در غرب متشکل از نیروی زمینی، نیروی هوایی و نیروی دریایی بود و نیروهای لهستانی که به سرعت تبدیل به واحدهای تهاجمی متفقین شده بودند در نبردهای مهمی نقش تأثیر گذاری ایفا نمودند. در نبرد مونته کاسینو طی جنگ در ایتالیا نیروهای لهستانی با تصرف مواضع نیروهای آلمانی پرچم لهستان را در ۱۸ مه ۱۹۴۴ بر فراز صومعه ویران شده به اهتزاز درآوردند، همچنین این نیروها در نبرد بلونیا در ایتالیا و نبرد تپه ۲۶۲ در فرانسه شجاعت بسیاری از خود به نمایش گذاردند. نیروهای مسلح لهستان در غرب سال ۱۹۴۷ منحل گشت و بسیاری از سربازان آن مجبور شدند تا در تبعید و دور از میهن‌شان باقی بمانند.